# ヨルゲン・ペダーセン・グラム

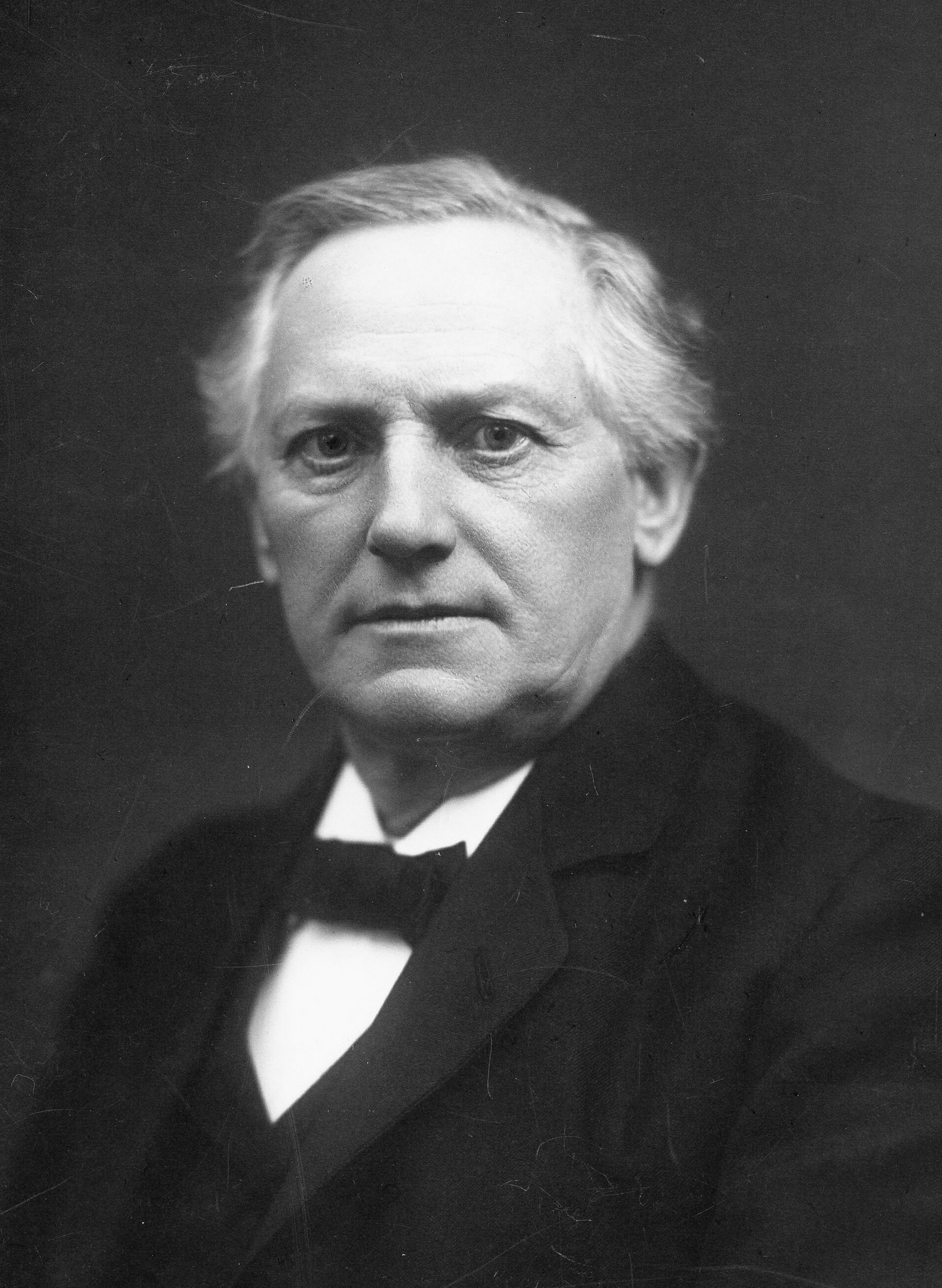
ヨルゲン・ペダーセン・グラム

ヨルゲン・ペダーセン・グラム（Jørgen Pedersen Gram、1850年6月27日 - 1916年4月29日）は、デンマークの数学者である。

## 人物
シュレースヴィヒ公国のヌストルプに生まれる。彼の主な論文には、「最小二乗法による級数展開について」、「与えられた数以下の素数の数の調査」などがある。彼の名を冠した数学的方法であるグラム・シュミットの正規直交化法は、前者の論文で1883年に初めて発表された。 グラムの定理とグラミアンも彼の名にちなんだものである。
数論者にとって彼の主な名声は、リーマンゼータ関数（リーマンの正確な素数計算関数の先頭関数）の級数である。グラムの関数は、対数積分の級数を使う代わりに、対数乗と正の整数のゼータ関数を使用する。
グラムは、正規対称ガウス誤差曲線が、より一般的な周波数曲線のクラスの一つの特殊なケースに過ぎないことを示し、スキュー周波数曲線の発展について体系的な理論を提供した最初の数学者である。
1916年、コペンハーゲンで自転車にはねられ死亡。66歳没。